# إيفا بيروفانوفيتش
إيفا بيروفانوفيتش مواليد 1 سبتمبر 1983 في بودغوريتسا، جمهورية يوغوسلافيا الاشتراكية الاتحادية، هي لاعبة كرة سلة مونتينيغرية. بدأت مسيرتها الاحترافية في سنة 2002. تلعب مع نادي بشكتاش في الدوري التركي لكرة السلة للسيدات كلاعب وسط. وتحمل الرقم 12. لعبت مع نادي لات لكرة السلة للسيدات ونادي بشكتاش لكرة السلة للسيدات.

## روابط خارجية
- إيفا بيروفانوفيتش على موقع الاتحاد الدولي لكرة السلة (الإنجليزية)
- إيفا بيروفانوفيتش على موقع كرة السلة الأوروبية.كوم (الإنجليزية)
- إيفا بيروفانوفيتش على موقع بروبوليرز (الإنجليزية)